# 拉特科·卡齐扬
拉特科·卡齐扬（1917年1月18日—1949年6月18日），克罗地亚男子足球运动员，司职前锋。他曾入选1948年夏季奥林匹克运动会南斯拉夫男子足球队名单，但并未上场参赛。